# Sainte-Preuve
Sainte-Preuve település Franciaországban, Aisne megyében. Lakosainak száma 68 fő (2022. január 1.). Sainte-Preuve Boncourt, Bucy-lès-Pierrepont, Chivres-en-Laonnois, Lappion és Sissonne községekkel határos.

## Népesség
A település népessége az elmúlt években az alábbi módon változott:
| Lakosok száma | 97   | 64   | 75   | 89   | 84   | 84   | 82   | 80   | 76   | 68   |
|               | 1968 | 1982 | 1990 | 2006 | 2011 | 2016 | 2017 | 2019 | 2020 | 2022 |